# سامي أبو دياك
سامي عاهد أبو دياك (26 إبريل 1983- 26 نوفمبر 2019) هو أسير فلسطيني من مواليد بلدة سيلة الظهر قضاء جنين، اعتقلته سلطات الإحتلال الإسرائيلي ضمن أحداث الإنتفاضة الثانية سنة 2002، وحُكم عليه بثلاث مؤبدات وثلاثين عامًا، واستُشهد داخل الأسْر نتيجة الإهمال الطبي.

## اعتقاله
تمكنت قوات الإحتلال الإسرائيلي من اعتقال أبو دياك بتاريخ 17 يوليو 2002، وأُصيب في رأسه وجسده إصابات بليغة كادت أن تقتله أثناء اشتباكه معهم، واستُشهد حينها اثنين من رفاقه، وبعد اعتقاله خضع للتحقيق المكثّف لمدة 75 يوما في مركز تحقيق الجلمة، تعرض خلالها لشتى أنواع التعذيب النفسي والجسدي، حيث نقل أثناء فترة التحقيق للمشفى ثلاث مرات، نتيجة للتعذيب الذي تعرض له، وكانت قوات الاحتلال تعيده من المشفى إلى غرف التحقيق مباشرة. وتعرّض لقمع الوحدات الخاصة ككافة الأسرى، وجرى عزله انفرادياً عقوبة له لأشهر عديدة، وفي أول فترة اعتقاله مُنع والداه من زيارته، وأعتقل أخاه سامر بعد ثلاث سنوات من اعتقاله، وحُكم عليه بالمؤبد و25 سنة، لتبدأ معاناة الأخوين مع الأسر من جهة، ومع المرض والإهمال الطبي من جهة أخرى.

## مرضه واستشهاده
تعرض أبو دياك عام 2015 لخطأ طبي عقب خضوعه لعملية جراحية في مستشفى "سوروكا" الإسرائيلي، وتم استئصال جزء من أمعائه، ونتيجة عدم إغلاق الجرح بإحكام ونقله المتكرر من المعتقل إلى المشفى بعربة غير مجهزة طِبيًا، أُصيب بتسمم في جسده وفشل في الكلى والرئتين، فأعقب ذلك خضوعه لثلاث عمليات جراحية، وبقي تحت تأثير المخدر لمدة شهر موصولاً بأجهزة التنفس الإصطناعي، إلى أن ثبت لاحقًا إصابته بالسرطان. وفي عام 2019 تفاقم وضعه الصحي وجرى نقله لمستشفى "أساف هاروفيه" المدني، ليتم إعادته مجدداً إلى "عيادة سجن الرملة" واستشهد فيها وهي عيادة تفتقر لأدنى مقومات الحياة الإنسانية والتجهيزات والمعدات اللازمة. وقال في كلماته الأخيرة: "إلى كل صاحب ضمير حي، أنا أعيش في ساعاتي وأيامي الأخيرة، أريد أن أكون في أيامي وساعاتي الأخيرة إلى جانب والدتي وبجانب أحبائي من أهلي، وأريد أن أفارق الحياة وأنا في أحضانها، ولا أريد أن أفارق الحياة وأنا مكبل اليدين والقدمين، وأمام سجان يعشق الموت ويتغذى، ويتلذذ على آلامنا ومعاناتنا"